# عمر صدیق
عمر صدیق مصباح (انگلیسی: Umar Sadiq Mesbah؛ زادهٔ ۲ فوریهٔ ۱۹۹۷) بازیکن فوتبال اهل نیجریه است که در پست مهاجم برای پارتیزان بازی می‌کند.
از باشگاه‌هایی که در آن بازی کرده‌است می‌توان به اسپتزیا، رم، بولونیا، تورینو، رنجرز، پروجا و پارتیزان اشاره کرد.